# North West Leicestershire
North West Leicestershire är ett distrikt (motsvarande kommun) i grevskapet Leicestershire i England, Storbritannien. Distriktet har 107 672 invånare (2022). Större orter är Ashby-de-la-Zouch, Coalville och Whitwick. Distriktet är indelat i 31 civil parishes, förutom staden Coalville och orten Thringstone som inte ingår i någon civil parish.
I den norra delen av distriktet ligger flygplatsen East Midlands Airport.